# Carioca Akvædukt
22°54′45.34″S 43°10′47.46″V / 22.9125944°S 43.1798500°V
Carioca Akvædukt (portugisisk: Aqueduto da Carioca) er en akvædukt i byen Rio de Janeiro i Brasilien. Akvædukten blev bygget i midten af det 18. århundrede for at fragte ferskvand fra Cariocafloden til byens indbyggere. Det er et imponerende eksempel på kolonial arkitektur og ingeniørvirksomhed.
Carioca-akvædukten er beliggende i centrum af byen i Lapa-området, og bliver ofte kaldt Arcos da Lapa (Lapa-buerne) af brasilianere. Siden slutningen af det 19. århundrede er akvædukten blevet brugt som bro for en populær sporvogn, som forbinder byens centrum med Santa Teresa-området, Santa Teresa Sporvogn.